# Paepalanthus gyrotrichus
Paepalanthus gyrotrichus är en gräsväxtart som beskrevs av Wilhelm Willy Otto Eugen Ruhland. Paepalanthus gyrotrichus ingår i släktet Paepalanthus och familjen Eriocaulaceae. Inga underarter finns listade i Catalogue of Life.